# Elección municipal de San Miguel de 2018
La elección municipal de San Miguel de 2018 se llevó a cabo el día 4 de marzo de 2018, en esta elección se eligió al alcalde de San Miguel en El Salvador para el período de los años 2018-2021 y a su concejo municipal. El resultado de la elección fue la victoria de Miguel Pereira del partido FMLN, alcalde de San Miguel desde 2015, para un segundo período entre los años de 2018 - 2021, luego de vencer al candidato y exalcalde de San Miguel, Will Salgado por el partido GANA, quién gobernó el municipio por 15 años entre el año 2000 y 2015, por medio de diferentes partidos políticos. 
Miguel Pereira ganó la reelección por 1,858 votos y un margen de 2.42 puntos sobre Will Salgado. Debido al estrecho margen, Will Salgado de GANA interpuso una demanda en el Tribunal Supremo Electoral de El Salvador por supuesto fraude electoral por el candidato Miguel Pereira del FMLN, exigiendo una nulidad de la elección. Sin embargo, el mismo TSE rechazó esta solicitud, negando cualquier tipo de fraude electoral en la elección, dejando así en firme la victoria de Miguel Pereira.

## Resultados
|  | 41.09 % |

|  | 38.67 % |

|  | 9.55 % |

|  | 9.42 % |

|  | 0.98 % |

|  | 0.29 % |

|  | 37.98 % |